# Totīs Fylakourīs
Totīs Fylakourīs (in greco: Τότης Φυλακούρης; Glifada, 1º marzo 1947) è un ex calciatore greco, di ruolo centrocampista.
Oltre ai trofei vinti in carriera giocò la finale della Coppa dei Campioni 1970-1971, persa contro l'Ajax, ed entrambe le gare della Coppa Intercontinentale 1971, persa contro il Nacional (segnò entrambi i gol dei greci in quest'ultima manifestazione).

## Palmarès

### Club

#### Competizioni nazionali
- Campionato greco: 3

Panathinaikos: 1968-1969, 1969-1970, 1971-1972
- Coppa di Grecia: 2

Panathinaikos: 1966-1967, 1968-1969
- Supercoppa di Grecia: 1

Panathinaikos: 1970